# (31234) Bea
(31234) Bea, désignation provisoire 1998 CL1, est un astéroïde de la ceinture principale d'astéroïdes découvert en 1998.

## Description
(31234) Bea a été découvert le 7 février 1998 à l'observatoire de Modra, dans la région de Bratislava, en Slovaquie, par Adrián Galád et Alexander Pravda.

### Caractéristiques orbitales
L'orbite de cet astéroïde est caractérisée par un demi-grand axe de 3,6 ua, un périhélie de 2,53 ua, une excentricité de 0,17 et une inclinaison de 2,21° par rapport à l'écliptique. Du fait de ces caractéristiques, à savoir un demi-grand axe compris entre 2 et 3,2 ua et un périhélie supérieur à 1,666 ua, il est classé, selon la JPL Small-Body Database, comme objet de la ceinture principale d'astéroïdes.

### Caractéristiques physiques
(31234) Bea a une magnitude absolue (H) de 15,0 et un albédo estimé à 0,199.

## Étymologie
Cet astéroïde est nommé en l'honneur de l'infirmière Beata Tomsza (1971-).